# Ermin Brießmann
Ermin Brießmann (* 12. August 1936 in Bamberg; † 20. August 2010 in Traunstein) war ein deutscher Jurist.
Brießmann begann seine Laufbahn bei der Staatsanwaltschaft München I, wechselte später zum Schwurgericht und war dann als Richter am OLG München tätig. Bis zu seiner Pensionierung war er zuletzt Vorsitzender Richter des 3. Strafsenats am Bayerischen Obersten Landesgericht („Staatsschutzsenat“) und berufsrichterliches Mitglied des Bayerischen Verfassungsgerichtshofs. Anschließend war er als Rechtsanwalt zugelassen.
Aufsehen erregte Brießmann im Mordfall Charlotte Böhringer mit seiner Strafanzeige wegen Rechtsbeugung und Freiheitsberaubung gegen die Richter des 1. BGH-Senats und gegen den zuständigen Bundesanwalt. Brießmann war zudem Verfasser des Taschenbuchs Strafrecht und Strafprozess von A – Z.
Neben seinen juristischen Aufgaben engagierte sich Brießmann in der katholischen Kirche. Von 1974 bis 1982 war er Vorsitzender des Diözesanrats der Katholiken im Erzbistum München und Freising. Von 1985 bis 1989 war er Stellvertretender Vorsitzender und von 1989 bis 1993 Vorsitzender des Landeskomitees der Katholiken in Bayern, der obersten Vertretung des Laienapostolats in Bayern.
Besonders setzte er sich für den Hilfsverein „Aktion für das Leben“ ein, der in Not geratene Schwangere und Familien unterstützt. Seit dessen Gründung im Jahr 1973 bis 2009 war er Stellvertretender Vorsitzender.
Seit dem Studium war er Mitglied der katholischen Studentenverbindung KSStV Alemannia München im KV.